# Slag bij Turbigo
De Slag van Turbigo was een veldslag die plaatsvond op 3 juni 1859 en onderdeel was van de Tweede Italiaanse Onafhankelijkheidsoorlog. De veldslag leidde tot een nieuwe Franse overwinning op de Oostenrijkers.

## Verloop van de veldslag
Op 2 juni 1859 bereikte de voltigeurs onder leiding van generaal Jacques Camou het dorp Galliate aan de oever van de Ticino, gevolgd door het derde korps van het Franse leger onder leiding van generaal Patrice de Mac Mahon, dat een dag later arriveerde. De overige Franse troepen verbleven in en rond Novara. De brug over de Ticino naar het dorp Turbigo aan de overkant was opgeblazen. Gedurende de nacht van 2 op 3 juni 1859 legden de troepen van Camou een noodbrug aan, die bij zonsopgang klaar was.
Op de ochtend van 3 juni 1859 vielen de troepen van Patrice de Mac Mahon Ticino aan. Ze ondervonden echter weinig weerstand. De Mac Mahon rukte op richting Robecchetto en werd bij de gevechten die daarop volgde bijna gevangengenomen door de Oostenrijkers. Vervolgens troffen de Fransen het geluk in contact te treden met de lokale arts Carlo Brumatti, die zowel Frans als Italiaans sprak en de Mac Mahon hielp de Italiaanstalige en Franstalige troepen onder zijn gezag beter te coördineren.
Het Oostenrijkse weerwerk tegen de oprukkende Fransen wist die laatste niet tegen te houden. Aan het einde van de strijd waren er aan beide kanten enkele tientallen doden.
Daags nadien vond de bloedige Slag bij Magenta plaats.